# Sophienhof (Tangerhütte)
Sophienhof gehört zur Ortschaft Birkholz und ist ein Ortsteil der Stadt Tangerhütte im Landkreis Stendal in Sachsen-Anhalt.

## Geographie
Sophienhof, ein kleines Dorf, liegt 3½ Kilometer östlich von Tangerhütte und 1½ Kilometer nordöstlich von Birkholz. Es ist umgeben von Ackerflächen an die das Bundesforstrevier Tangerhütte anschließt. Nördlich des Dorfes liegt eine Heidefläche, die sich über die frühere Schießbahn des Grusonwerkes Buckau-Magdeburg (Krupp’sche Schießbahn) von Tangerhütte nach Jerchel erstreckt. Das Gelände wurde nach 1945 bis zur Wende militärisch genutzt.

## Geschichte

### Entstehung
Im Jahre 1777 wurde der Ort mit sechs Kolonisten von Levin-Friedrich von Bismarck angelegt. Er benannte ihn nach seiner Ehefrau Sophie Amalie.
Die erste Namensnennung ist überliefert aus dem Jahre 1790 als adliges Vorwerk Sophien Hof. Weitere Erwähnungen sind 1804 Vorwerk Sophienhof, 1842 auf dem Urmesstischblatt Sophien oder Neuhoff, aber ebenfalls 1842 heißt das Vorwerk Sophienhof in einer Topografie.

### Eingemeindungen
Sophienhof gehörte ab seiner Entstehung als Wohnplatz zu Birkholz, das bis 1807 zum Tangermündeschen Kreis, dann bis 1813 zum Kanton Grieben gehörte. Danach kam die Gemeinde Birkholz zum Kreis Stendal, dem späteren Landkreis Stendal.
Am 25. Juli 1952 kam Birkholz zum Kreis Tangerhütte. Nach dessen Auflösung ab 1. Januar 1988 zum Kreis Stendal und schließlich ab 1. Juli 1994 wieder zum Landkreis Stendal. Spätestens ab dem Jahre 2006 wurde Sophienhof als Ortsteil von Birkholz geführt.
In einem Gebietsänderungsvertrag zwischen der Stadt Tangermünde und allen Mitgliedsgemeinden der Verwaltungsgemeinschaft Tangerhütte-Land wurde deren Eingemeindung nach Tangermünde geregelt. Dem Vertrag stimmte der Gemeinderat Birkholz am 10. Mai 2010 zu. Er wurde vom Landkreis als unterer Kommunalaufsichtsbehörde genehmigt und die Eingemeindung trat am 31. Mai 2010 in Kraft. Seitdem gehört der Ortsteil Sophienhof zur Einheitsgemeinde Stadt Tangerhütte und zur Ortschaft Birkholz.

### Einwohnerentwicklung
| Jahr | Einwohner |
| ---- | --------- |
| 1790 | 21        |
| 1798 | 20        |
| 1801 | 16        |
| 1818 | 30        |
| 1840 | 52        |
| 1871 | 89        |

| Jahr | Einwohner |
| ---- | --------- |
| 1885 | 77        |
| 1895 | 76        |
| 1905 | 75        |
| 2013 | [00]31    |
| 2014 | [00]31    |
| 2018 | [00]37    |

| Jahr | Einwohner |
| ---- | --------- |
| 2019 | [00]36    |
| 2020 | [00]35    |
| 2021 | [00]37    |
| 2022 | [0]39     |
| 2023 | [0]38     |

Quelle, wenn nicht angegeben, bis 1905:

## Religion
Die evangelischen Bewohner von Sophienhof waren eingepfarrt in die Kirchengemeinde Väthen bei Tangerhütte. Die heutige Kirchengemeinde Tangerhütte wird betreut vom Pfarrbereich Tangerhütte im Kirchenkreis Stendal im Bischofssprengel Magdeburg der Evangelischen Kirche in Mitteldeutschland.
Die katholischen Christen gehören zur Pfarrei St. Anna in Stendal im Dekanat Stendal im Bistum Magdeburg.